# Dermestes serraticornis
Dermestes serraticornis is een keversoort uit de familie spektorren (Dermestidae). De wetenschappelijke naam van de soort werd in 1787 gepubliceerd door Thunberg.